# Вімблдонський турнір 1899
Вімблдонський турнір 1899 — 23-й розіграш Вімблдону. Турнір тривав з 19 до 27 червня.

## Дорослі

### Чоловіки, одиночний розряд
Реджинальд Догерті переміг у фіналі  Артура Гора, 1–6, 4–6, 6–3, 6–3, 6–3.

### Жінки, одиночний розряд
Бланш Бінґлі перемогла у фіналі  Шарлотту Купер, 6–2, 6–3.

### Чоловіки, парний розряд
Реджинальд Догерті /  Лоренс Догерті перемогли у фіналі пару  Гарольд Нісбет /  Кларенс Гобарт, 7–5, 6–0, 6–2.